# Кучук-Аю
Кучук-Аю, Кучюк-Аюв (крим. Küçük Ayuv, «кучук» — маленький, «аюв» — ведмідь) — невелика скеля в Партеніті, складена вулканічними породами. Виступає в море округлим куполом. Висота на рівнем моря 16 метрів.
В середньовіччя на скелі була побудована вежа, яка виконувала як захисні функції, так і служила маяком і храмом (традиційно зведення цієї споруди приписується Генуї). З цієї вежі контролювався заходження суден в бухти Партеніта і Ламбата, і можливо, тут знаходився митний пост, що стягував податок з купців. Із західного боку скелі збереглися вирубані в камені стародавні сходи, що ведуть до майданчика, на якій знаходилася вежа.